# Stemmen (Kirchlinteln)
Stemmen ist ein niedersächsisches Dorf im Landkreis Verden. Es gehört zur Gemeinde Kirchlinteln und befindet sich im Süden des Kleinbahnwinkels.

## Geschichte
Bereits im 11. Jahrhundert ist die Wassermühle urkundlich erwähnt worden. 
Stemmen ist nach Abbau des nach Walsrode weiterführenden Streckenteils 1936 Endpunkt des aus Verden kommenden Anteils der Bahnstrecke Verden (Aller)–Walsrode Nord, auf der regelmäßiger Museumseisenbahnverkehr stattfindet. Heute befindet sich hier der Bahnhof Stemmen.
Am 1. Juli 1972 wurde Stemmen in die Gemeinde Kirchlinteln eingegliedert.

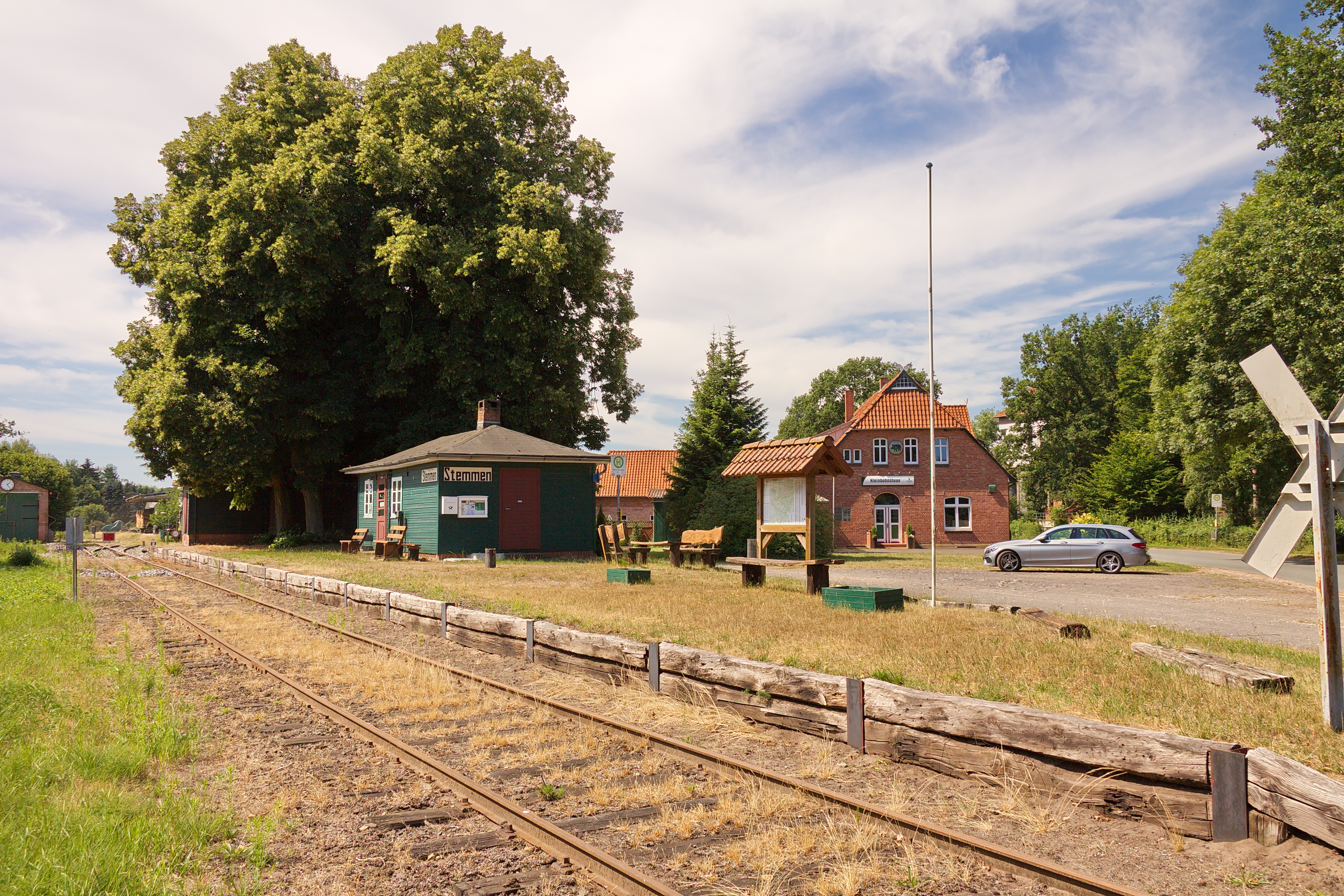
Bahnhof Stemmen

## Politik
Ortsvorsteher ist Johann Twietmeyer.

## Gedenkstätten
Abgelegen vom Ortskern, am Rande des Wittmoors, befindet sich die Absturzstelle von Heinz Schrader, der am 10. April 1995 bei einem Luftkampf abgeschossen wurde. Die Pflege der Gedenkstätte übernimmt die Reservistenkameradschaft Walsrode.